# Innuit Mountain
Innuit Mountain är ett berg i Kanada.   Det ligger i provinsen Newfoundland och Labrador, i den östra delen av landet, 1 700 km nordost om huvudstaden Ottawa. Toppen på Innuit Mountain är 1 509 meter över havet.
Terrängen runt Innuit Mountain är bergig åt sydost, men åt nordväst är den kuperad. Trakten runt Innuit Mountain är nära nog obefolkad, med mindre än två invånare per kvadratkilometer.. Det finns inga samhällen i närheten. 
Trakten runt Innuit Mountain består i huvudsak av gräsmarker.